# Ligaria cuneifolia
Ligaria cuneifolia là một loài thực vật có hoa trong họ Loranthaceae. Loài này được (Ruiz & Pav.) Tiegh. mô tả khoa học đầu tiên năm 1895.

## Hình ảnh

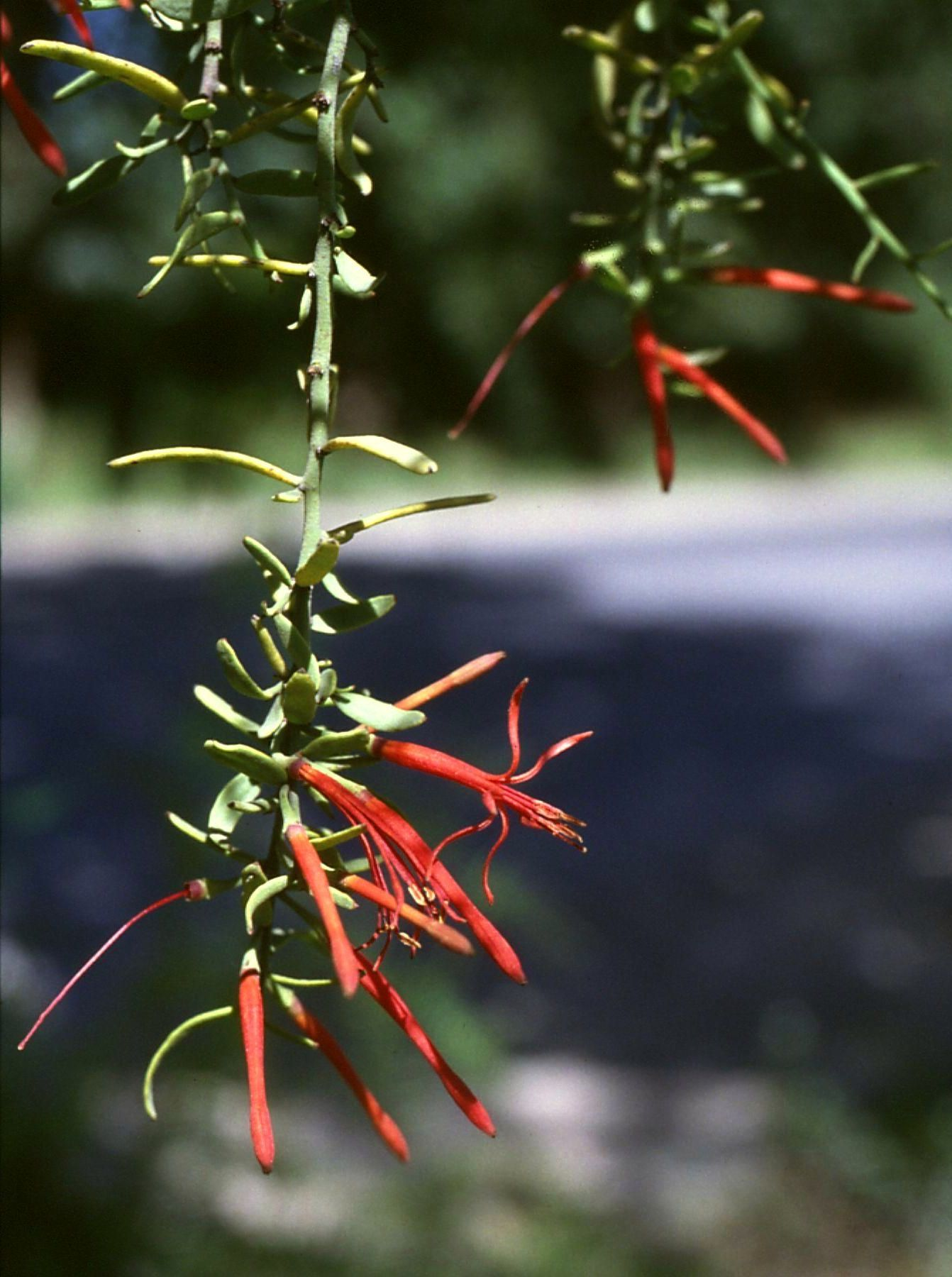